# Purnuškės

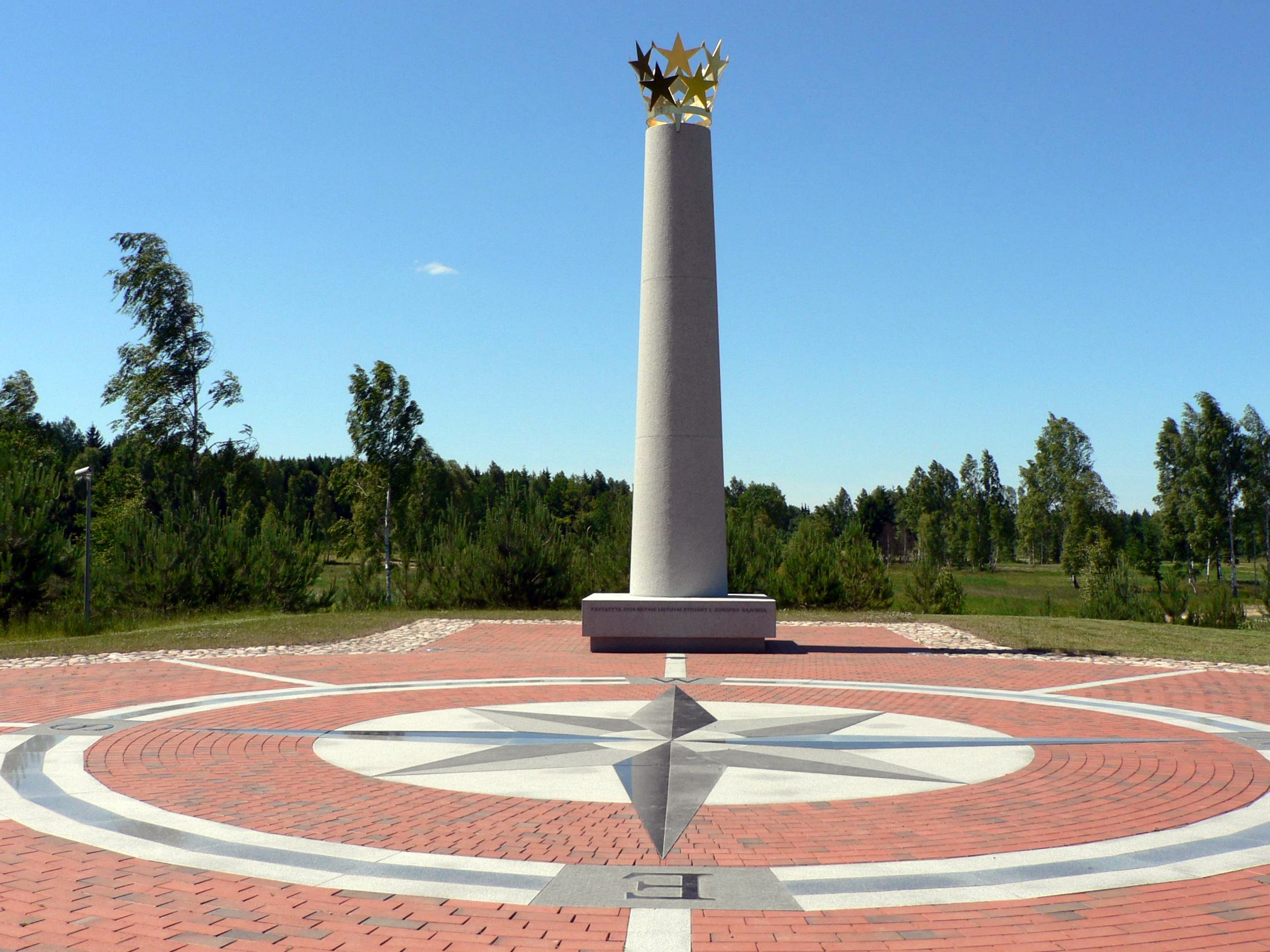
Der Mittelpunkt Europas in Litauen nördlich von Vilnius

Das Dorf Purnuškės im Amtsbezirk von Nemenčinė in der Rajongemeinde Vilnius liegt nördlich der Stadt Vilnius. In Purnuškės befindet sich ein Europapark (Europos parkas). Nach einer Berechnung französischer Wissenschaftler aus dem Jahr 1989 befindet sich hier der Mittelpunkt Europas (litauisch Europos centras). Geographen des Institut Géographique National, der staatlichen Vermessungsbehörde Frankreichs, errechneten für das Geografische Zentrum Europas, das heißt den Flächenschwerpunkt aller zu Europa gerechneten Landfläche, die Koordinaten 54° 54′ 0″ N, 25° 19′ 0″ O.
Genau genommen liegt der Mittelpunkt im Wald ca. 762 m südsüdwestlich des Europaparks und 180 km unter der Erdoberfläche. Die Berechnungsmethode lässt jedoch diese Toleranz zu.